# Raymond Robinson (Green man)
Raymond Theodore Robinson (Condado de Beaver, 29 de octubre de 1910-Municipio de Brighton, 11 de junio de 1985) fue un ciudadano estadounidense severamente desfigurado, cuyos años de caminatas nocturnas lo convirtieron en un personaje famoso, y crearon una leyenda urbana en el estado de Pensilvania.

## Introducción
Cuando era un niño de 8 años, Robinson resultó gravemente herido en un accidente eléctrico infantil, y no podía salir al exterior en público de día por miedo a causar temor a los habitantes locales, por lo que salía a dar largos paseos por la noche por la ruta estatal 351. Los turistas y forasteros curiosos conducían por la carretera esperando encontrarse con un mítico "Green Man", pero algunos de ellos se decepcionaban al no ver a esa persona. Sin embargo, estos transmitieron historias sobre él a sus hijos y nietos, sin embargo, las personas que crecieron oyendo estas historias, se sorprendían al descubrir que Raymond era una persona real.

## Accidente y lesiones
Raymond Robinson tenía solo ocho años cuando resultó herido por una línea eléctrica, mientras trepaba a un poste, y trataba de alcanzar el nido de un ave, en el puente Morado, a las afueras de Beaver Falls, por el puente transcurría una línea de tranvía, el puente tenía líneas eléctricas de 1.200 y 22.000 voltios, que fueron las responsables de la muerte de otro niño menos de un año antes. Robinson sobrevivió, desafiando las expectativas de los médicos, pero quedó gravemente desfigurado: Raymond perdió los ojos, la nariz y el brazo derecho.

## Vida después del accidente
Robinson vivía en Koppel, condado de Beaver, Pensilvania, y pasaba los días en casa con sus familiares, fabricando alfombrillas, carteras y cinturones para venderlos después. Debido a su apariencia, rara vez se aventuraba a salir durante el día. Sin embargo, por la noche, daba largos paseos por un tramo poco transitado de la ruta estatal 351, tanteando el camino con un bastón, grupos de lugareños se reunían regularmente para buscarlo caminando por la carretera. Robinson generalmente se escondía de los vecinos y caminantes curiosos, pero a veces intercambiaba una breve conversación o una fotografía con ellos a cambio de una cerveza o un cigarrillo. Algunos paseantes eran amistosos, otros sin embargo eran crueles, pero ninguno de aquellos encuentros evitó que Robinson llevara a cabo sus paseos nocturnos. Raymond fue atropellado por vehículos en la carretera en más de una ocasión. Robinson dejó de caminar durante los últimos años de su vida, y se retiró al Centro Geriátrico del Condado de Beaver, donde falleció en 1985, a la edad de 74 años.